# 바지락
바지락(영어: Manila clam)은 백합과에 속하는 이매패류 연체동물로, 남시베리아에서 중국에 이르는 태평양 연안에 서식하는 소형 어패류이다.

## 어원
'바지라기'라고 불리던 것이 줄어 '바지락'으로 되었다고 한다. 동해안 지역에서는 '빤지락', 경남지역에서는 '반지래기', 인천이나 전라도 지역에서는 '반지락', 황해도 지역에서는 '바스레기'라고 부르기도 한다.

## 형태
껍데기는 달걀 모양의 타원형으로 부풀어 오른 모양으로, 표면에는 방사상 무늬가 있으며, 표면은 거칠고 크기나 색깔, 무늬, 형태 등이 서식지에 따라 조금씩 차이가 있다. 촉수에는 돌기가 없이 간단하며 이빨이 3개 있다.

## 생태
모래나 진흙 속의 식물성 플랑크톤을 먹고 살며, 번식과 성장이 빠르고 이동을 거의 하지 않는 습성을 지니고 있다. 이에 따라 서해안 갯벌에서 조개잡이 체험을 하는 주 대상이 바로 바지락이다. 주 산란기는 7월 초순부터 8월 중순이다.
조개는 체외수정을 한다.
그래서 암컷은 알을 만들어 출수관으로 몸 밖 바닷물에 뿌리고,
수컷은 정충(정자)를 만들어 출수관으로 바닷물에 뿌린다.
그러면 이들이 만나 수정이 이루어져 바위나 암초에 붙어 작은 유생이 된다.
조개의 유생은 플랑크톤과 유사하게 생겨서 물 속을 돌아다닐 수 있다.
유생이 조금 더 성장하면 치패(어린조개)가 되어 조개의 모습이 된다.

## 식품
바지락에는 양질의 단백질이 풍부하며 철분, 비타민 B12, 칼슘, 엽산이 다량 함유되어 있다. 한국에서는 된장국과 칼국수에 넣는 조개로 쓴다. 날 것을 요리하여 먹기도 하나 번식기에는 중독의 위험이 있으므로 피하는 것이 좋다.

## 제철
한국에서 바지락이 가장 맛있는 시기는 2월부터 4월 사이이다.

## 참고 문헌
- 철따라 맛따라 수산물 건강백과, 농림수산식품부·한국어촌어항협회 발간, 발간등록번호 11-1541000-000551-01